# Christian Gottlob Neefe
Christian Gottlob Neefe (1748-1798) là nhà soạn nhạc người Đức. Ông là một nghệ sĩ dương cầm, đại phong cầm nổi tiếng đương thời.
Neefe sinh ra ở Chemnitz, bang Saxony. Ông nhận được nền giáo dục âm nhạc và bắt đầu sáng tác ở tuổi 12. Ông học luật tại Đại học Leipzig, nhưng sau đó trở lại với âm nhạc trở thành học trò của nhà soạn nhạc Johann Adam Hiller mà theo hướng dẫn, ông đã viết vở opera comic đầu tiên của mình.
Vào năm 1776 Neefe gia nhập công ty sân khấu Seyler của Abel Seyler (sau đó) ở Dresden, và kế thừa vị trí giám đốc âm nhạc từ người thầy của mình, Johann Adam Hiller. Sau đó, ông trở thành nghệ sĩ đại phong cầm trong triều đình tại Bonn và là một giáo viên của Ludwig van Beethoven. Ông đã giúp Beethoven sản xuất một số tác phẩm đầu tiên của mình. Tác phẩm hay nhất được biết đến của ông là một Singspiel tên Adelheit von Veltheim (1780). Ông qua đời tại Dessau vì căn bệnh viêm phổi, đúng 10 ngày trước sinh nhật tuổi 50.

## Danh mục tác phẩm

### Opera
| Tên                                       | Thể loại              | Cảnh   | Lời                                                                                   | Ngày khởi chiếu      | Nơi,rạp chiếu                        |
| ----------------------------------------- | --------------------- | ------ | ------------------------------------------------------------------------------------- | -------------------- | ------------------------------------ |
| Der Dorfbarbier (with Johann Adam Hiller) | komische Operette     | 1 cảnh | Christian Felix Weiße, after Michel-Jean Sedaine's Blaise le savetier                 | 18 tháng 4 năm 1771  | Leipzig, Rannstädter Thore           |
| Die Apotheke                              | komische Oper         | 2 cảnh | Johann Jacob Engel                                                                    | 13 tháng 12 năm 1771 | Berlin, Theater in der Behrenstrasse |
| Amors Guckkasten                          | Operette              | 1 cảnh | Johann Benjamin Michaelis                                                             | 10 tháng 5 năm 1772  | Leipzig                              |
| Die Einsprüche                            | komische Oper         | 1 cảnh | Johann Benjamin Michaelis                                                             | cuối năm 1772        | Leipzig, Rannstädter Thore           |
| Zemire und Azor                           | komische Oper         | 4 cảnh | Moritz August von Thümmel, after Jean-François Marmontel                              | 5 tháng 3 năm 1776   | Leipzig (Koberwein Company)          |
| Heinrich und Lyda                         | Drama                 | 1 cảnh | Bernhard Christian d'Arien                                                            | 26 tháng 3 năm 1776  | Berlin, (Döbbelin Company)           |
| Sophonisbe                                | musikaliches Drama    | 1 cảnh | August Gottlieb Meissner                                                              | 12 tháng 10 năm 1776 | Leipzig                              |
| Die Zigeuner                              | Lustspiel mit gesang  | 5 cảnh | H F Möller, after Cervantes                                                           | tháng 11 năm 1777    | Frankfurt                            |
| Adelheit von Veltheim                     | Schauspiel mit Gesang | 4 cảnh | Gustav Friedrich Wilhelm Großmann                                                     | 23 tháng 9 năm 1780  | Frankfurt, Junghof                   |
| Der neue Gutsherr                         |                       | 3 cảnh | Johann Gottfried Dyck and Johann Friedrich Jünger, after Marivaux's Le paysan parvenu | chưa được thực hiện  |                                      |

### Tác phẩm khác
- Oden von Klopstock: Serenade for piano and voice. Flensburg 1776
- Twelve piano sonatas
- Rondeau in C major